# Victor Ratka
Victor Ratka, född 27 november 1895 i Ober Lazisk, Provinsen Schlesien, död 5 april 1966 i Heitersheim, Baden-Württemberg, var en tysk psykiater och Gutachter ("expert") inom Tredje rikets eutanasiprogram Aktion T4.

## Biografi
Från år 1928 tjänstgjorde Ratka som överläkare vid anstalten i Lublinitz och från år 1934 var han direktor för anstalten Dziekanka i närheten av Gnesen. Den sistnämnda anstalten bytte efter Tysklands överfall mot Polen i september 1939 namn till Gauheilanstalt Tiegenhof. Mer än 1 000 patienter mördades av Sonderkommando Lange i gasvagnar. I slutet av år 1941 fördes patienter från Altreich (det vill säga Tyskland före mars 1938) till Gauheilanstalt Tiegenhof och mördades genom näringsbrist och droger.
Med början i september 1941 arbetade Ratka vid Zentraldienststelle T4, det vill säga huvudkontoret för Tredje rikets program Aktion T4, vilket syftade till att "barmhärtighetsdöda" psykiskt och fysiskt funktionshindrade. Han deltog i selektionen av de personer som skulle dödas. Ratka tog även del i Aktion 14f13, inom vilken arbetsodugliga koncentrationslägerfångar dödades. År 1943 inträdde Ratka i Nationalsocialistiska tyska arbetarepartiet (NSDAP).
Kort innan Gauheilanstalt Tiegenhof intogs av Röda armén, tog sig Ratka till anstalten Pfaffenrode i Mühlhausen. I mars 1949 flydde han ur den sovjetiska ockupationszonen till Wabern i Nordhessen. Inom ramen för de allierades denazifieringsprogram klassificerades Ratka som "medlöpare". Den 8 augusti 1961 utfärdades en häktningsbegäran mot Ratka, men han bedömdes vara vid för dålig hälsa för att kunna sitta häktad.